# Aleksandar Trišović
Aleksandar Trišović, cyr. Александар Тришовић (ur. 25 listopada 1983 w Kraljevie) – serbski piłkarz, grający na pozycji lewego pomocnika, reprezentant Serbii.

## Kariera piłkarska

### Kariera klubowa
Wychowanek miejscowego klubu Sloga Kraljevo, a potem Mačva Šabac i OFK Beograd (od 1999). W 2001 rozpoczął karierę piłkarską w klubie OFK Beograd, rozegrał w pierwszym sezonie 14 spotkań ligowych. W 2004 został kupiony do Wołyni Łuck. Po trzech niepełnych sezonach przeszedł do Krywbasa Krzywy Róg. W sierpniu 2006 powrócił do Serbii, gdzie został piłkarzem Crvenej zvezdy Belgrad. Kiedy w klubie nastąpiła zmiana trenera, coraz mniej trafiał do podstawowego składu, dlatego w styczniu 2008 zdecydował się opuścić belgradzki klub przeniósł się do ukraińskiego klubu Metalist Charków. W lutym 2009 do końca sezonu został wypożyczony do Czornomorca Odessa. 31 sierpnia 2009 ponownie został wypożyczony tym razem do Zakarpattia Użhorod. Latem 2010 powrócił do Metalista, a na początku 2011 podpisał pełnoprawny kontrakt z Zakarpattia Użhorod, w którym występował do końca 2012. Potem powrócił do ojczyzny, a 31 sierpnia 2013 został piłkarzem Radnički Niš.

### Kariera reprezentacyjna
W latach 2006–2007 rozegrał 5 gier w reprezentacji Serbii. Debiutował w wygranym 3:1 meczu z Czechami, w którym strzelił bramkę.

## Sukcesy i odznaczenia

### Sukcesy klubowe
- mistrz Serbii: 2007
- zdobywca Pucharu Serbii: 2007
- brązowy medalista Mistrzostw Ukrainy: 2008